# Hildegard Claassen

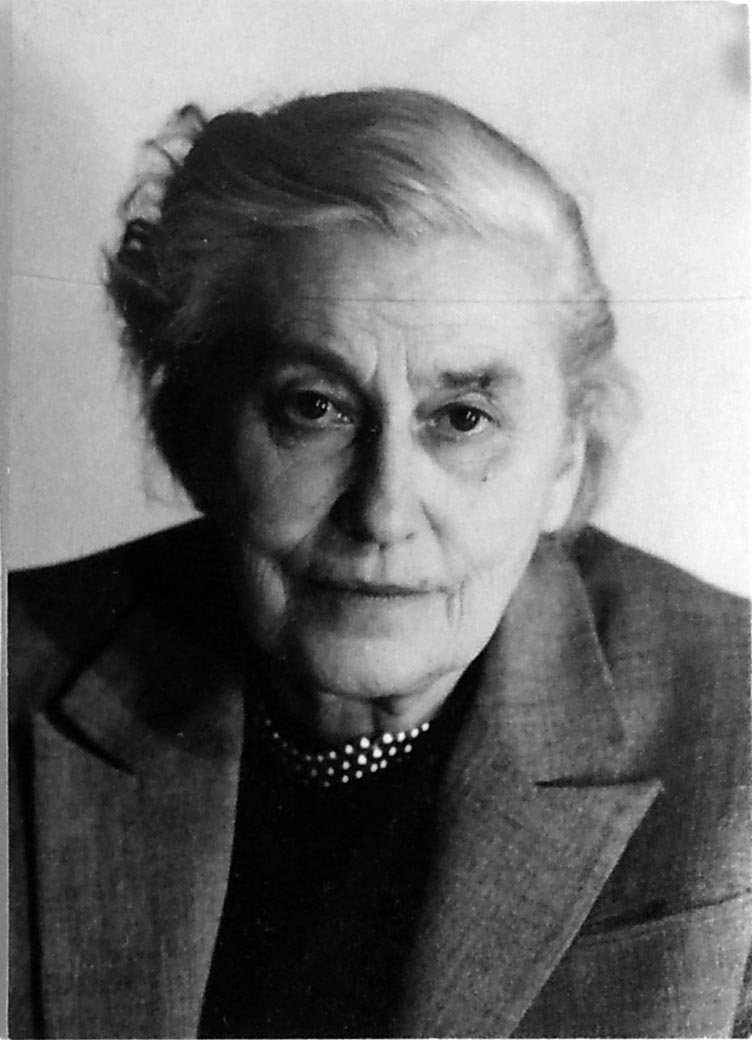
Hilde Claassen, ca. 1959

Hildegard (Hilde) Claassen (* 21. April 1897 in Linnich; † 16. Februar 1988 in Hamburg; geborene Brüggemann) war eine deutsche Kunsthistorikerin und Verlegerin.

## Leben

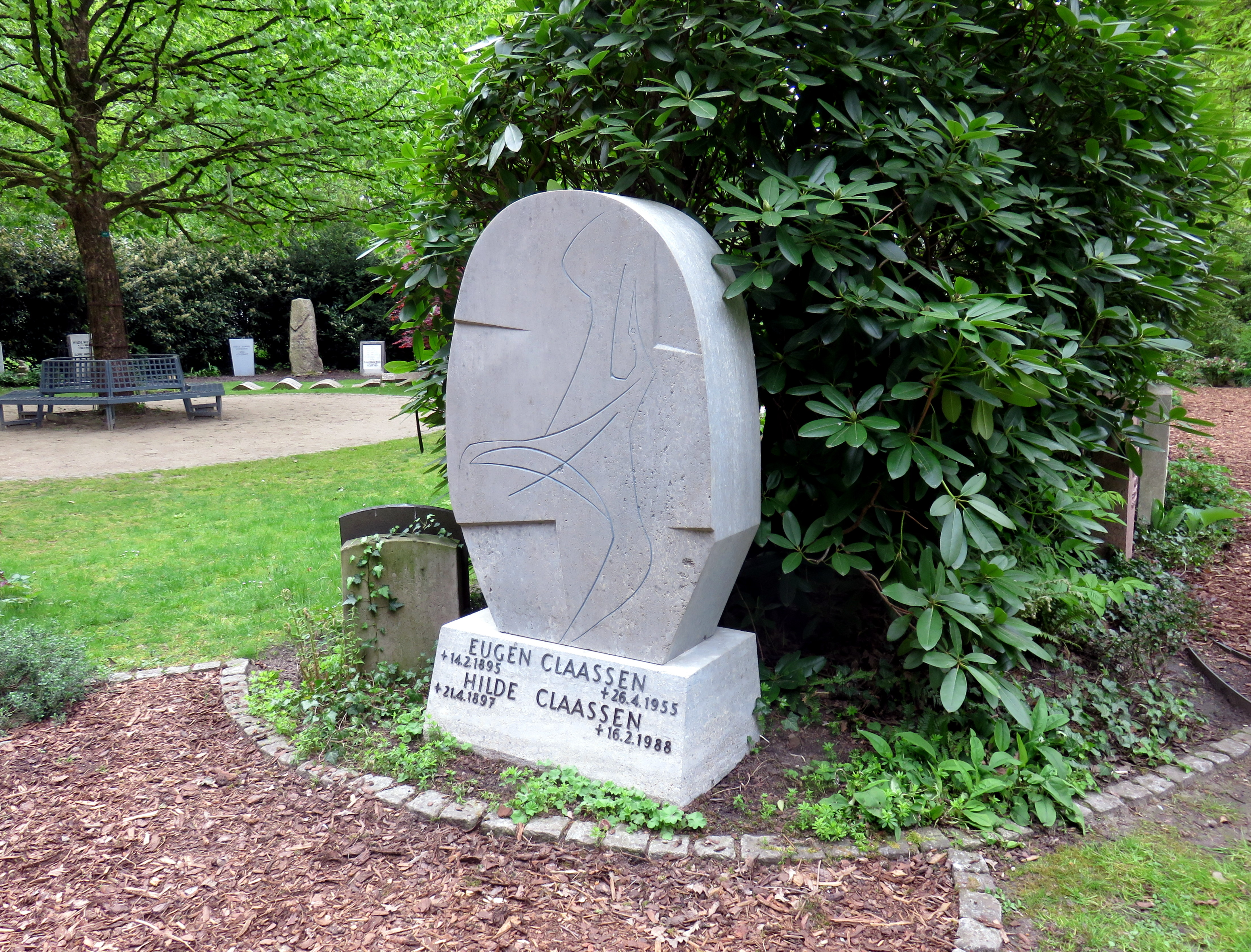
Grabstein Claassen im Garten der Frauen auf dem Friedhof Ohlsdorf seit Ende April 2020

Hildegard Claassen – Tochter eines Pfarrers – besuchte von 1913 bis 1916 ein Gymnasium in Aachen. Anschließend studierte sie Germanistik, Romanistik und Kunstgeschichte an der Universität München. Von 1921 bis 1925 leitete sie eine Kunstgalerie in München und Berlin. Danach zog sie nach Frankfurt am Main und heiratete den Verleger Eugen Claassen, der den Societäts-Verlag leitete. 1934 gründete ihr Ehemann – gemeinsam mit Henry Goverts – in Hamburg den H.Goverts Verlag. Sie war eine Mitarbeiterin des Verlages.
Nach dem Tod von Eugen Claassen im Jahr 1955 führte sie den Verlag weiter und machte sich insbesondere um deutsche Ausgaben italienischer Autoren verdient. 1967 verkaufte sie ihn an den Econ Verlag, blieb aber als Cheflektorin im Verlag tätig. 1967 wurde sie mit dem Verdienstkreuz 1. Klasse ausgezeichnet.
Hildegard Claassen starb 1988 in Hamburg, sie wurde neben ihrem Ehemann auf dem Ohlsdorfer Friedhof, Planquadrat AB 23, 091-3 (westlich Kapelle 6), beigesetzt. Der vom deutschen Bildhauer Hans Martin Ruwoldt geschaffene Grabstein befindet sich seit April 2020 im Garten der Frauen.

## Ehrungen
- 1967: Verdienstkreuz 1. Klasse der Bundesrepublik Deutschland